# Iuri Mikhailov
Iuri Mikhailov (en rus: Юрий Михайлов) va ser un ciclista soviètic que competí de manera amateur. Va guanyar una medalla d'argent al Campionat del Món en contrarellotge per equips de 1973.

## Palmarès
- 1972
  -  Campió de l'URSS en contrarellotge per equips, amb Valeri Iardi, Guennadi Kómnatov i Valeri Likhatxov